# メムノン
メムノン（ギリシア語：Μέμνων, ラテン文字表記：Memnon, 紀元前380年 - 紀元前333年）は、ギリシア人でありながらアケメネス朝ペルシアのダレイオス3世に仕えた軍人（傭兵）である。ロドス島の出身。他の同名の人物と区別してロドスのメムノン（Μέμνων ο Ρόδιος）とも呼ばれる。
メムノンの妻であるバルシネは、元はメムノンの兄メントルの妻であった。しかしメントルの死後、メムノンはバルシネを自身の妻とした（メムノンの死後、バルシネはアレクサンドロス3世の側室となった）。

## アレクサンドロス3世との対決
東方遠征を開始したアレクサンドロス3世との直接対決を避け、敵の食料補給を絶つための焦土作戦をダレイオス3世に提案する。しかし、当地の総督の反対に遭って、この案は却下された。その際、ペルシア人将校に「我が国民の家に火を点けるなどとんでもない」「ギリシア傭兵にとっては、戦争が長引くと報酬がおおくなるからだろう」と嫌味を言われたとされる。そしてペルシア軍はグラニコス川の戦いで惨敗を喫し、ギリシャ軍は多大な戦利品を得た。敗報を聞いたダレイオス3世は、「メムノンの言う通りにしていれば…」と嘆いた。
その後のメムノンは、小アジアでの劣勢を挽回するために奔走し、ペルシア軍を立て直してアレクサンドロス3世も迂闊に手は出せない状況を一時的に作り上げた。さらにギリシアへの反攻作戦すら計画したが、間もなくメムノンは病死した。